# Syynisaari
Syynisaari är en ö i Finland. Den ligger i sjön Kukkia och i kommunen Pälkäne i den ekonomiska regionen Tammerfors och landskapet Birkaland, i den södra delen av landet, 130 km norr om huvudstaden Helsingfors. Öns area är 1,1 hektar och dess största längd är 170 meter i sydöst-nordvästlig riktning.